# John i Christopher Wright
John (Jack) Wright (gener de 1568 – 8 novembre de 1605), i Christopher (Kit) Wright (1570? – 8 novembre de 1605), foren membres del grup de catòlics anglesos provincials que van planejar la conspiració fallida de la pólvora l'any 1605, una conspiració per assassinar el rei Jaume I d'Anglaterra fent explotar la Cambra dels Lords. La seva germana es casà amb un altre dels consipiradors, Thomas Percy. Educats tots dos a la mateixa escola a York, els Wright van tenir connexions amb Guy Fawkes, l'home encarregat dels explosius guardats al magatzem sota la Cambra dels Lords. Coneguts per ser recusants, els germans van ser detinguts diverses vegades per raons de seguretat nacional. Els dos germans també eren membres de la rebel·lió de 1601 del comte Robert Devereux.
John fou la primera persona a afegir-se a la conspiració, liderada per Robert Catesby. Cristopher s'hi apuntà el març de 1605. Cap a la mitjanit del 4 de novembre, Fawkes fou descobert i detingut; llavors, John, Cristopher i la resta de conspiradors van viatjar travessant les Midlands, intentant aconseguir suport per una revolta popular. El grup va decidir esperar les autoritats a la Holbeche House, al costat de Staffordshire. El 8 de novembre, el xèrif de Worcester va arribar amb un gran grup d'homes armats, i els dos germans van morir en la lluita posterior.

## Família i vida abans de 1604
John i Cristopher Wright eren fills de Robert Wright i la seva segona dona Ursula Rudston, filla de Nicholas i Jane Rudston de Hayton. John fou batejat a Welwick (Yorkshire) el 16 de gener 1568, i Christopher nasqué el 1570. La seva germana, Martha, es casà amb Thomas Percy el 1591.
Els germans eren estudiants a la St Peter's School de York, juntament amb Guy Fawkes, qui també acabaria sent conspirador. Tot i que aparentment era conformista, el director de l'escola John Pulleine venia d'una família notable de recusants de Yorkshire, i el seu predecessor a St Peter's havia passat 20 anys a la presó per la seva recusació. Tres sacerdots catòlics, Oswald Tesimond, Edward Oldcorn i Robert Middleton, també foren educats a St Peter's. John i Christopher estaven casats amb Dorothy i Margaret, respectivament. John va tenir una filla, nascuda cap a finals dels anys 1590.
Com a mesura de precaució, el 1596 els dos germans foren detinguts mentre la reina Elisabet II estava malalta. Els van empresonar a la presó White Lion el 1601 per haver-se implicat en la rebel·lió del Comte d'Essex Robert Devereux. Els dos eren espadaxins hàbils, i John era conegut pel seu coratge. El sacerdot jesuïta Oswald Tesimond va escriure que tenia un "bon físic. Més aviat alt, de característiques plaents. Era una mica taciturn en maneres, però molt lleial als seus amics, fins i tot si en tenia pocs." L'aparença de Cristopher era lleugerament diferent de la del seu germà, "no com ell de cara, sent lleugerament més gras, de color de cabell més clar i més alt" Segons el Pare John Gerard, la implicació de John amb Essex coincidia amb la seva conversió al catolicisme. Gerard també va mencionar que la casa de John, Twigmoor Hall a Lincolnshire, era un lloc on "sovint hi anaven sacerdots, per al seu comfort espiritual i ajudes corporals", tot i que la descripció del govern, "una escola papal per a traïdors", era força menys favorable. Després de la seva conversió, John va esdevenir "un home de vida exemplar" Dos anys més tard, ja que la salut de la reina empitjorava, John i Cristopher foren empresonats de nou; l'antiquari William Camden els va descriure "amb ganes d'innovar". Cristopher podria haver viatjat fins a Espanya el 1603 utilitzant el sobrenom Anthony Dutton, buscant suport espanyol per als catòlics anglesos, tot i que el biògraf Mark Nicholls menciona que el paper de Dutton podria haver estat atribuït a Cristopher per Fawkes i Thomas Wintour, retinguts a la Torre de Londres després del fracàs de la conspiració.

## Conspiració de la pólvora
A principis de 1604, Robert Catesby, un convers catòlic que havia perdut la paciència amb la falta de tolerància del rei Jaume I d'Anglaterra vers els catòlics, va convidar el seu cosí Thomas Wintour a una trobada en la qual John era present. Catesby va proposar fer volar "la Casa del Parlament amb pólvora", matant el rei i el govern, ja que "en aquest lloc, ens han fet mal". Catesby no havia perdut l'esperança d'ajuda estrangera, motiu pel qual va enviar Wintour al continent per trobar-se amb l'Algutzir de Castella. Wintour també es va trobar amb l'espia gal·lès Hugh Owen, qui li presentà a Guy Fawkes, un home que ja era conegut per Catesby. Al grup s'hi afegí un cinquè conspirador, Thomas Percy, poques setmanes després. Percy estava relacionat amb la família Wright, ja que s'havia casat amb la germana de John, Martha. El grup quedà el 20 de maig de 1604 a Duck and Drake inn, en el districte Strand de Londres. Després de la trobada, van fer un jurament de secrecia en un llibre de pregàries i van celebrar missa en una altra habitació amb en pare John Gerard, que no coneixia el que volien fer.
En aquestes trobades, segons el biògraf Mark Nicholls, John va mostrar "pocs senyals de dubte o d'escrúpols després". Va continuar estant estretament relacionat amb el nucli de la conspiració, movent la seva família a Lapworth (Warwickshire), estabulant cavalls allà. Christopher ja s'havia unit a la conspiració el març de 1605, però l'octubre d'aquell any, quan el projecte estava a punt de finalitzar, es va revelar la conspiració a les autoritats en una carta anònima a William Parker, 4t Baró Monteagle, avisant-lo que no estigués a prop del Parlament. Sense saber-ne exactament el significat, Monteagle va donar la carta al Secretari d'Estat Anglès, Robert Cecil, 1r Earl de Salisbury. El criat de Monteagle estava relacionat amb la dona de Christopher, Margaret, i així els conspiradors van conèixer l'existència de la carta. Catesby, que llavors es trobava a White Webbs, prop d'Enfield Chase, amb els dos germans Wright, va decidir que la carta no era una amenaça prou forta com per cancel·lar l'operació, i va decidir seguir endavant. El 4 de novembre, Percy va visitar el seu mecenes, Henry Percy, 9è Earl de Northumberland, per veure si podia esbrinar quins eren els rumors sobre la carta. Va tornar a Londres i va assegurar a John, Thomas Wintour i Robert Keyes que no s'havien de preocupar. Aquell mateix vespre, John probablement se n'anà cap a les Midlands amb Catesby i el seu criat Thomas Bates, mentre els altres es movien cap a les seves posicions, preparats per l'explosió planejada pel següent dia. Cap a la mitjanit, les autoritats van escorcollar la Cambra dels Lords, i al magatzem de la cambra van trobar i detenir Fawkes, que estava vigilant la pólvora dels conspiradors.
A mesura que s'escampaven les notícies de la captura de Fawkes, especialmeny a través de les grans cases de l'Strand, Christopher va deduir què havia passat i va anar fins a Thomas Wintour, llavors al Duck and Drake inn, dient-li que "l'assumpte ha estat descobert". Wintour li ordenà que verifiqués les notíficies, i en confirmar que el govern buscava Thomas Percy (per qui Fawkes, fent servir l'àlias "John Johnson", deia estar treballant), i li ordenà que avisés Percy. Cristopher i Percy se'n van anar junts de Londres, en direcció a Dunstable.
Amb la major part del grup reintegrada, van passar els dos dies següents movent-se entre Warwickshire i Worcestershire, intentant aconseguir suport per una rebel·lió que, a mesura que passava el temps, esdevenia més improbable. El 6 6 de novembre, el mateix dia que estaven ajudant a fer una incursió al Castell de Warwick per aconseguir provisions, els germans foren identificats pel Lord Chief Justice Sir John Popham com a sospitosos. Això va incitar que les autoritats fessin una proclamació pública el 7 de novembre, anomenant-los a ells i a altres conspiradors com a persones buscades. El grup va intentar sense èxit reclutar més rebels a Hewell Grange, però el 7 de novembre, van decidir lluitar a Holbeche House, a la frontera de Staffordshire. Després de l'arribada del Sheriff de Worcester i la seva companyia d'homes, va començar una batalla amb pistoles, on Catesby, Percy i els dos germans Wright van acabar disparats. Amb atenció mèdica es podrien haver salvat, però els homes del xèrif, de classe baixa, els van treure la roba (van treure les botes de Christopher per agafar les seves mitges de seda), i els van deixar morir.